# Marc'Antonio e Cleopatra
Marc'Antonio e Cleopatra è una serenata a due voci in due parti del compositore Johann Adolf Hasse su libretto di Francesco Ricciardi. Si trattò di un'opera di occasione, commissionata dal ricco napoletano Carlo Carmignano, ed eseguita nella residenza di campagna di quest'ultimo nel 1725.

## Genesi dell'opera

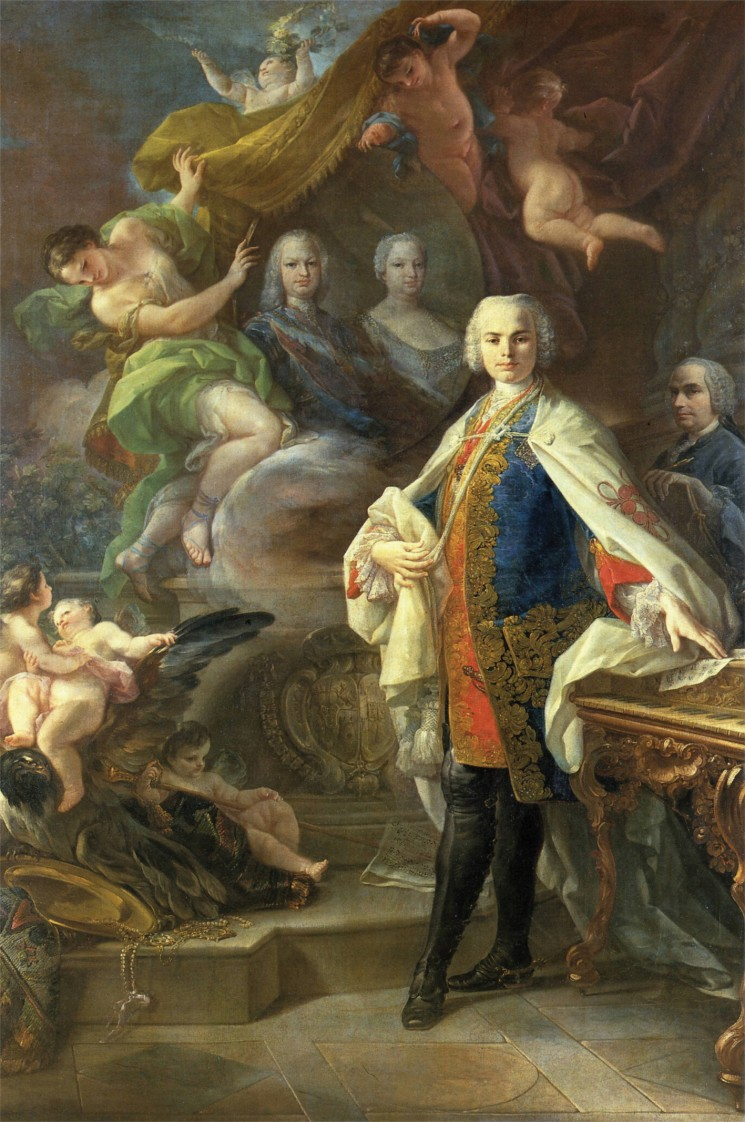
Farinelli (Corrado Giaquinto)

L'autore della musica, Johann Adolf Hasse (1699–1783) giunse nel 1722 a Napoli dove studiò dapprima di Nicola Porpora, uno dei rappresentanti del nuovo stile che può esser definito "sentimentale", e con l'ormai anziano Alessandro Scarlatti, di cui Hasse fu l'ultimo allievo. Hasse, che fino ad allora non aveva composto niente di importante per il teatro, ebbe l'incarico, dal consigliere regio Carlo Carmignano, di musicare una serenata a due voci da eseguire nella sua residenza di campagna. Il libretto era di Francesco Ricciardi il quale sarà l'autore anche del libretto di "La Semele ossia La richiesta fatale" che sarà rappresentata l'anno seguente.
I due interpreti furono il contralto Vittoria Tesi nel ruolo di Marc'Antonio e il castrato Farinelli, appena diciannovenne, nel ruolo di Cleopatra. Hasse, la Tesi e Farinelli erano al servizio del Principe di Liechtenstein; Napoli era infatti all'epoca un vicereame austriaco. Alla prima esecuzione assistette anche Johann Joachim Quantz.

## Trama e struttura
Argomento della serenata: Marco Antonio, dopo la sconfitta di Azio ad opera delle forze di Ottaviano, si ricongiunge a Cleopatra; i due amanti si preparano a morire. L'azione tuttavia è pressoché inesistente. La serenata inizia con una Sinfonia in tre movimenti (Spiritoso e staccato; Allegro; Grazioso), a cui seguono due parti costituite ciascuna da una successione di quattro arie con da capo (due per ciascuna voce) interintercalati da recitativi, generalmente secchi; ogni parte termina con un duetto:
- Sinfonia
- Pur ch’io possa a te, ben mio (aria di Marc’Antonio)
- Morte col fiero aspetto (aria di Cleopatra)
- Fra le pompe peregrine (aria di Marc’Antonio)
- Un sol tuo sospiro (aria di Cleopatra)
- Attendi ad amarmi (duetto)
- A Dio trono, impero a Dio (aria di Cleopatra)
- Come veder potrei (aria di Marc’Antonio)
- Quel candido armellino (aria di Cleopatra)
- Là tra i mirti degli Elisi (aria di Marc’Antonio)
- Bella etade avventurosa (Duetto finale)

L'organico orchestrale è molto limitato: violino primo, violino secondo, viola e bassi.

## Discografia
- Marc’Antonio: Vivica Genaux, mezzosoprano; Cleopatra: Francesca Lombardi Mazzulli, soprano, Le Musiche Nove, dir. Claudio Osele. Sony/DHM 8883721872 (2 CD)[4]
- Marc'Antonio: Jamie Barton, mezzosoprano; Cleopatra: Ava Pine, soprano, dir. Matthew Dirst. Dorian Sono Luminus DSL-92115 (2 CD)[5]